# Electrogena ozrensis
Electrogena ozrensis is een haft uit de familie Heptageniidae. De wetenschappelijke naam van de soort is voor het eerst geldig gepubliceerd in 1975 door Tanasijevic.
De soort komt voor in het Palearctisch gebied.